# Gümüşova
Gümüşova là một huyện thuộc tỉnh Düzce, Thổ Nhĩ Kỳ. Huyện có diện tích 189 km² và dân số thời điểm năm 2007 là 14527 người, mật độ 77 người/km².